# Niphona albolateralis
Niphona albolateralis là một loài bọ cánh cứng trong họ Cerambycidae.